# 赫蒙 (紐約州)
赫蒙（英語：Hermon）是一個位於美國紐約州聖羅倫斯縣的鎮。

## 人口
根據2020年美國人口普查的數據，赫蒙的面積為140.44平方千米，當中陸地面積為137.65平方千米，而水域面積為2.79平方千米。當地共有人口1074人，而人口密度為每平方千米8人。